# Adansonia grandidieri
Adansonia grandidieri (Baobá de Grandidieri ou Baobá de Madagascar), o maior e mais famoso dos seis baobás de Madagascar, é uma espécies ameaçadas de extinção no gênero Adansonia. É endêmica de Madagascar. A. grandidieri é nomeado para comemorar o botânico e explorador francês, Alfred Grandidier (1836–1921).
Este é o tipo de árvore que é mostrado no filme Madagascar como a árvore gigante no centro da ilha[carece de fontes?].

## Galeria

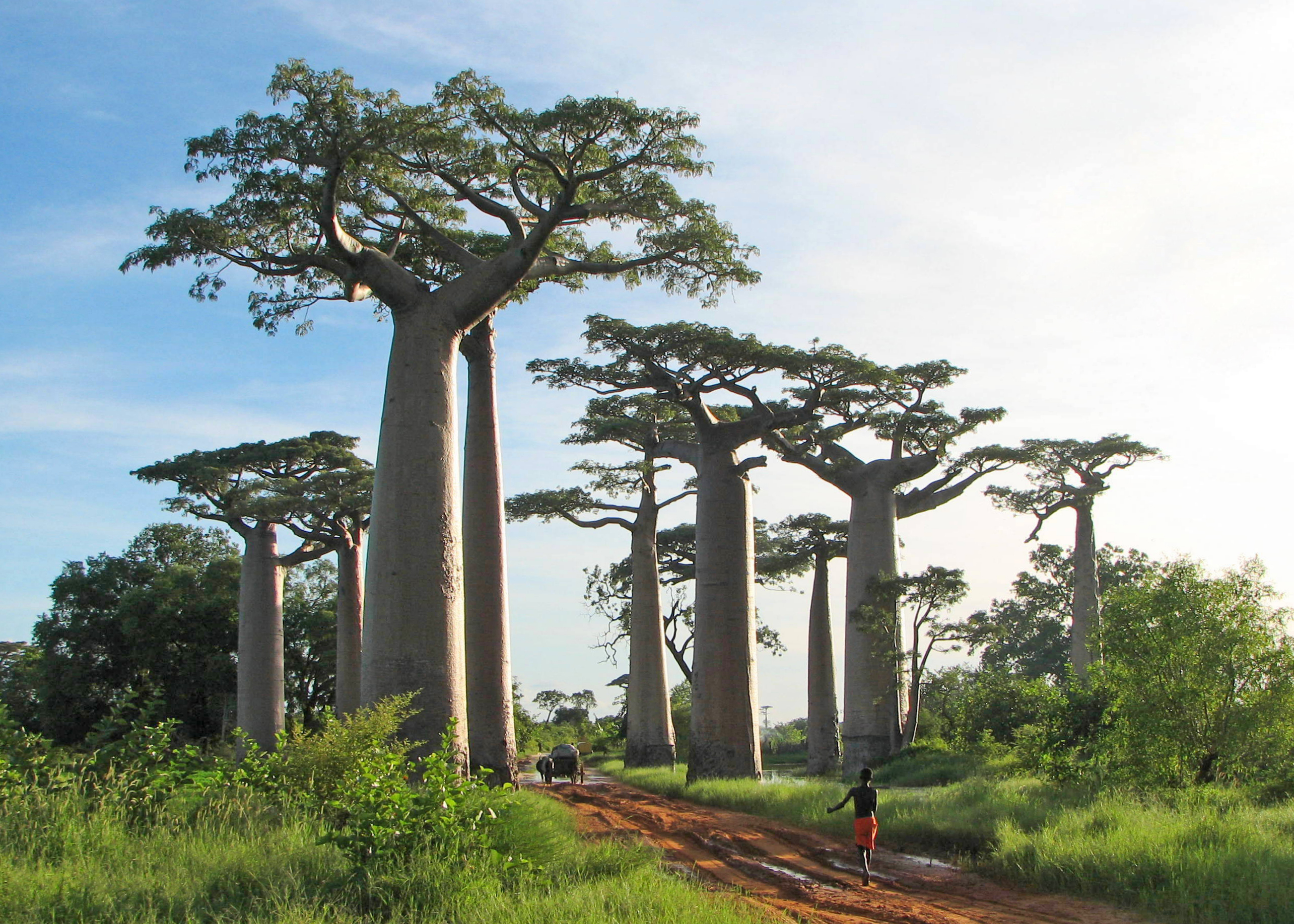
Avenida dos Baobás, Madagascar